# Màng sợi cơ
Màng sợi cơ gồm một màng tế bào thực sự gọi là màng sinh chất (tiếng Anh: plasma membrane) và một lớp vỏ mỏng bao bọc bên ngoài, lớp vỏ này chứa nhiều sợi collagen. Ở mỗi tận cùng của sợi cơ, lớp vỏ mỏng hòa màng với sợi gân. Sau đó các sợi gân tập trung thành từng bó để tạo ra gân của cơ và bám vào gân (tendon).